# Il y a de l'amour dans l'air
Pour plus de détails, voir Fiche technique et Distribution.
Il y a de l'amour dans l'air (titre original : My Dream Is Yours) est un film musical américain réalisé par Michael Curtiz et Friz Freleng (animation), sorti en 1949.

## Fiche technique
- Titre : Il y a de l'amour dans l'air
- Titre original : My Dream Is Yours
- Réalisation : Michael Curtiz et Friz Freleng (animation Bugs Bunny)
- Scénario : Harry Kurnitz et Dane Lussier d'après l'histoire Hot Air de Paul Finder Moss et Jerry Wald
- Adaptation : Laura Kerr et Allen Rivkin
- Photographie : Wilfred M. Cline et Ernest Haller
- Effets visuels : Edwin B. DuPar
- Montage : Folmar Blangsted
- Musique : Harry Warren
- Direction musicale : Ray Heindorf
- Chorégraphie : LeRoy Prinz
- Direction artistique : Robert M. Haas
- Décors : Howard Winterbottom
- Costumes : Milo Anderson
- Producteur : George Amy (producteur associé) et Michael Curtiz (producteur exécutif)
- Société de production : Michael Curtiz Productions et Warner Bros. Pictures
- Pays de production : États-Unis
- Langue : anglais américain
- Format : Couleur (Technicolor) - Son : Mono (RCA Sound System)
- Genre : Film musical et comédie romantique
- Durée : 101 minutes
- Dates de sortie : 
  - États-Unis : 15 avril 1949 (New York)
  - États-Unis :16 avril 1949 (sortie nationale)
  - France : 16 mai 1951

## Distribution
- Jack Carson : Doug Blake
- Doris Day : Martha Gibson
- Lee Bowman : Gary Mitchell
- Adolphe Menjou : Thomas Hutchins
- Eve Arden : Vivian Martin
- S.Z. Sakall : Felix Hofer
- Selena Royle : Freda Hofer
- Edgar Kennedy : Oncle Charlie
- Sheldon Leonard : Grimes
- Franklin Pangborn : Sourpuss Manager
- John Berkes : Acteur
- Ada Leonard : Elle-même
- Frankie Carle : Lui-même